# لورنزو فیلیپینی
لورنزو فیلیپینی (انگلیسی: Lorenzo Filippini؛ زادهٔ ۲۸ ژوئیهٔ ۱۹۹۵) بازیکن فوتبال اهل ایتالیا است.
از باشگاه‌هایی که در آن بازی کرده‌است می‌توان به باشگاه ورزشی لاتزیو، باشگاه فوتبال باری، باشگاه فوتبال کروتونه، باشگاه فوتبال چزنا، و باشگاه فوتبال پرو ورچلی اشاره کرد.
وی همچنین در تیم ملی فوتبال زیر ۱۹ سال ایتالیا بازی کرده‌است.